# Linthouse Building

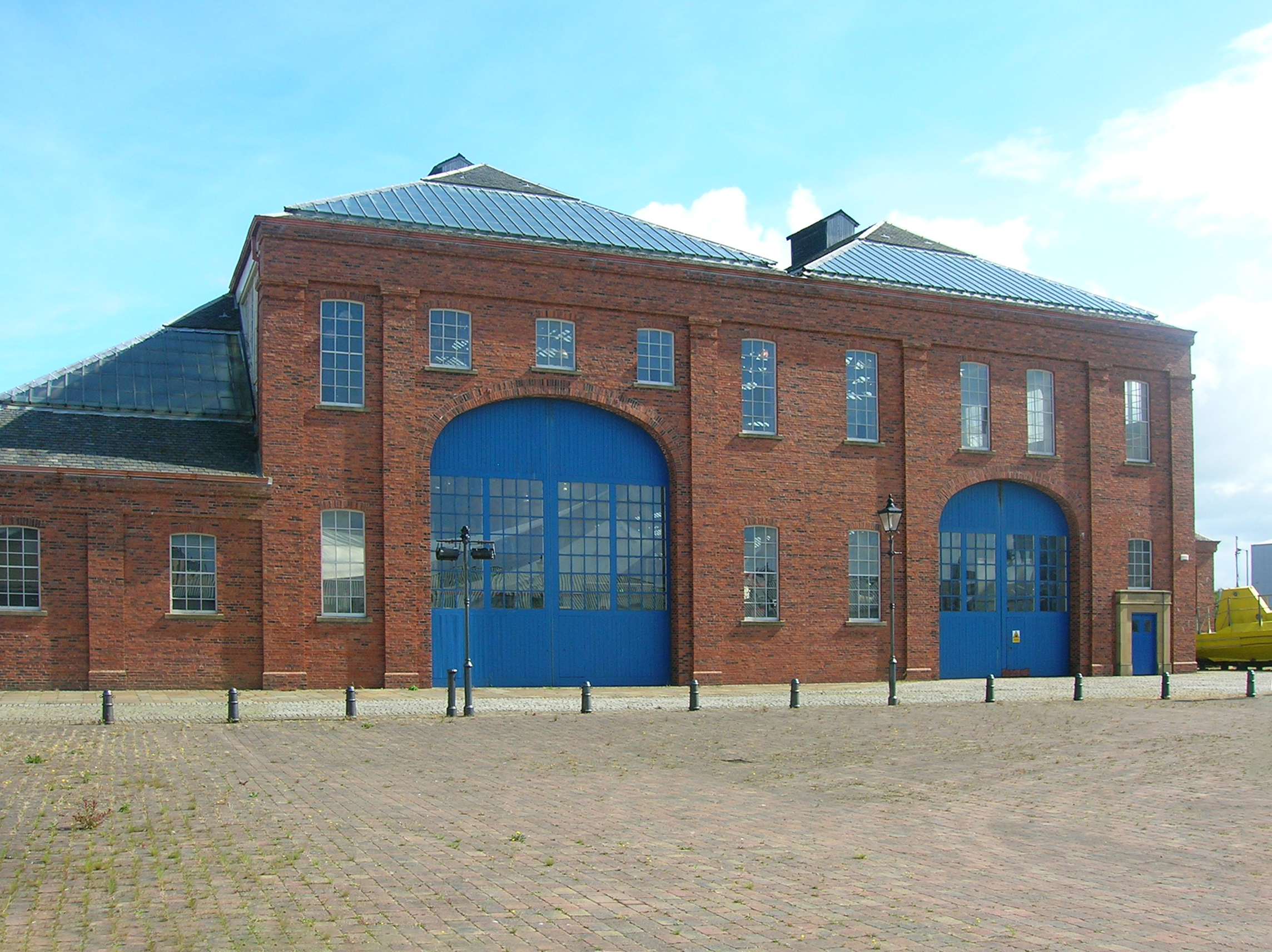
Linthouse Building

Das Linthouse Building ist das ehemalige Produktionsgebäude einer Werft. Es wurde versetzt und steht heute im Hafen der schottischen Stadt Irvine in der Council Area North Ayrshire. 1991 wurde das Bauwerk in die schottischen Denkmallisten in der höchsten Denkmalkategorie A aufgenommen.

## Geschichte
Das Gebäude wurde im Jahre 1871 für das Unternehmen Alexander Stephen and Sons im heutigen Glasgower Stadtteil Linthouse erbaut. Für die Planung zeichnet der Architekt James Spencer verantwortlich. Nachdem das Gelände in Linthouse zu Beginn der 1990er Jahre neu entwickelt werden sollte, wurde die Versetzung des Bauwerks in den Hafen von Irvine beschlossen und unter Planung und Überwachung von Lance Smith und Ian Downs durchgeführt. Die Arbeiten wurde 1991 abgeschlossen. Dort ist es Teil des Scottish Maritime Museums.

## Beschreibung
Das Linthouse Building liegt im Hafen von Irvine zwischen dem Fluss Irvine und dem Bahnhof. Die ostexponierte Frontseite ist annähernd symmetrisch aufgebaut und vier Achsen weit. Mittig befinden sich die beiden jeweils 16,15 m weiten Giebelflächen der hohen Haupthalle, die von niedrigeren, 6,10 m weiten Seitenbauten flankiert werden. Erstere sind mit hohen Rundbogentoren unterschiedlicher Höhe ausgestattet, die von Fenstern umgeben sind. Lisenen gliedern die Fassadenfläche. Gusseiserne Pfeiler tragen den hölzernen Dachstuhl und trennen das Gebäude in zwölf Segmente ab. In der Höhe verlaufen schmiedeeiserne Kranführungsschienen, während sie auf niedrigeren Ebenen aus Holz gefertigt sind. Das Gebäude schließt mit schiefergedeckten Sattel- beziehungsweise Walmdächern ab.